# سیارک ۶۱۹۳
سیارک ۶۱۹۳ (به انگلیسی: 6193 Manabe، نامگذاری:1990QC1) شش هزار و صد و نود و سومین سیارک کشف شده‌است که در ۱۸ اوت ۱۹۹۰ کشف شد.
قدر مطلق سیارک برابر ۱۲٫۵۰ است.